# Faule Mette

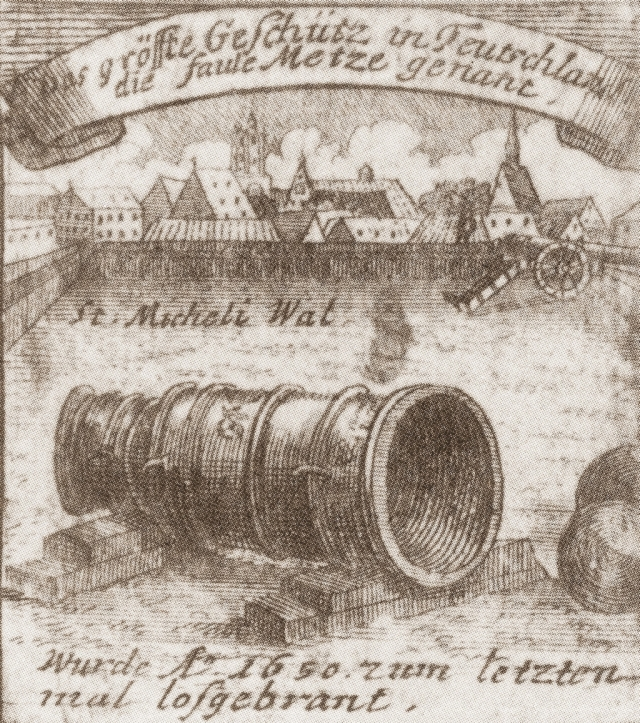
„Das grösste Geschütz in Teutschland, die faule Metze genant, wurde A[nn]o 1650 zum letzten mal losgebrant.“ (Stich von Johann Georg Beck aus dem Jahre 1714)

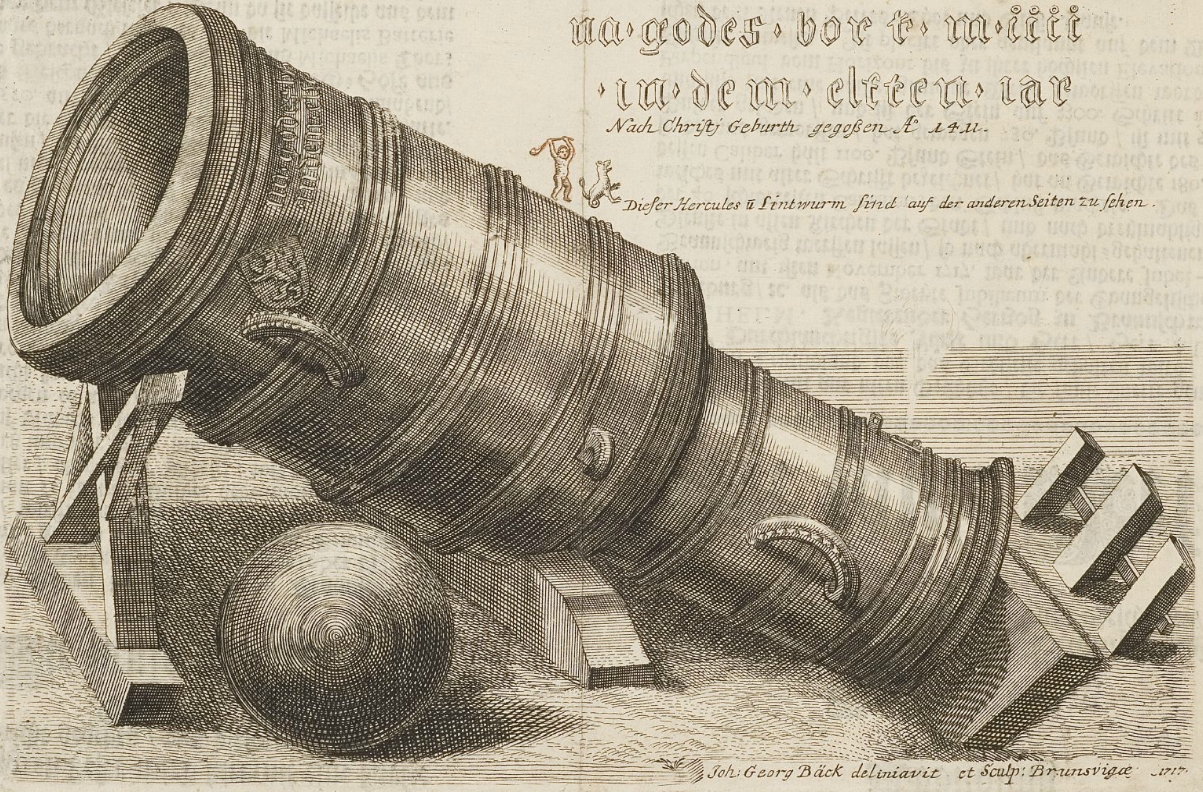
Das Geschütz auf einem Kupferstich von Johann Georg Beck von 1717

Die Faule Mette, auch „Faule Metze“ oder „Faule Mettje“ genannt, war ein mittelalterliches Riesengeschütz der Braunschweiger Stadtverteidigung und laut einem 1714 erschienenen Kalender „Das grösste Geschütz in Teutschland“.

## Geschichte
Nach der Inschrift auf dem Riesengeschütz war dieses 1411 vom Braunschweiger Stückgießer Henning Bussenschutte aus Bronze gegossen worden. Es hatte eine Länge von 2,90 m, ein Kaliber von 76 cm und verschoss Kugeln mit einem Gewicht von 550 kg. Das Geschützgewicht von 8.228 kg wurde nachgewiesenermaßen innerhalb Mittel- und Westeuropas nur noch von den 16.400 kg der Dulle Griet (auch Tolle Grete) aus Gent übertroffen.
In Friedenszeiten war das Geschütz in einem Verschlag auf dem Hof der Martinikirche am Altstadtmarkt untergebracht. Aufgrund ihres großen Gewichts konnte die Kanone nicht auf einer Lafette bewegt werden und folglich auch nicht auf Feldzügen mitgeführt werden. Sie musste „… stets unbrauchbar daheim liegen […] dahero dies Geschütz den Namen einer faulen Mette oder Mettje bekommen hat“. Ihre enormen Abmessungen dienten daher eher der Abschreckung potenzieller Feinde bzw. dem Breschenschlagen in feindliche Stellungen bei Belagerungen.
Am 23. August 1550 wurde das Geschütz vom Martinikirchhof zum Michaeliswall transportiert, wo es gegen die Truppen des belagernden Herzogs Heinrich der Jüngere von Braunschweig-Wolfenbüttel eingesetzt wurde. Nach erfolgreicher Abwehr der herzoglichen Belagerung blieb die Faule Mette nachweislich 100 Jahre, bis 1650, auf dem Wall und wurde dann zuletzt vor das Wendentor gebracht.
1787 wurde die „Faule Mette“ schließlich eingeschmolzen, nachdem sie im Laufe der Jahrhunderte insgesamt nur 12 Schüsse abgefeuert hatte, davon lediglich fünf zur Verteidigung der Stadt. Den letzten Schuss feuerte sie in Friedenszeiten vom Peterstor aus ab, das sich nahe dem ehemaligen Gießhaus befand. Der Anlass war das 200-jährige Reformationsjubiläum im Jahre 1717. Die dabei verschossene Kugel wog 730,5 Pfund und wurde mit Hilfe von 52 Pfund Pulver über eine Distanz von 2.442 m gefeuert.
Bei späteren Berechnungen erwies sich, dass die Normalladung von 33 Kilogramm für das Geschütz ungünstig war. Daher verminderte man die Ladung auf etwa 25 Kilogramm Schwarzpulver und nutzte leichtere Steinkugeln.
Für den Zeitraum zwischen 1411 und 1421 sind für Braunschweig insgesamt 94 derartiger – allerdings meist kleinerer – Geschütze nachgewiesen. Die „Faule Mette“ gehört zu den historischen „Namensgeschützen“ wie die „Faule Grete“ des Kurfürsten von Brandenburg von 1414, die im Ersten und Zweiten Weltkrieg eingesetzte „Dicke Bertha“ oder das  Eisenbahngeschütz „Dora“.

## Einsätze
Die Schüsse im Einzelnen:
- 1492: drei Schüsse auf das feindliche Lager des Herzogs Heinrich des Älteren
- 1550: zwei Schüsse bei der Belagerung von Braunschweig durch Herzog Heinrich den Jüngeren
- 1569 und 1616: zwei Salutschüsse als Huldigung für die Welfenherzöge
- 18. August 1650: zwei Salutschüsse beim Dankfest für den Westfälischen Frieden
- 1. November 1717: ein Salutschuss anlässlich eines evangelischen Festtags
- 5. September 1728: ein Salutschuss zum zweihundertsten Reformationstag der Stadt Braunschweig
- 25. Juni 1730: ein Salutschuss zur 200-Jahr-Feier der Augsburger Konfession

## Technische Beschreibung
- Geschütztyp: Hauptbüchse
- Geschützklasse: Riesengeschütze (Steinbüchsen)
- Bauart: Steinbüchse im Bronzeguss[5]
- Gesamtlänge: 305 cm[3]
- Gewicht: 8,75 t
- Kammerlänge: 124 cm
- Kugeldurchmesser: 67 cm
- Kugelgewicht: 409 kg
- Gesamtgewicht:[6] 8228 kg